# We the People (Flipsyde-Album)
We the People ist das Debütalbum der US-amerikanischen Crossover-Band Flipsyde. Es erschien am 12. Juli 2005 bei Interscope und wurde von der Washington Post zum Hip-Hop Album des Jahres gekürt. Am 10. März des nächsten Jahres erschien eine New Version, auf der sich die Hit-Single Happy Birthday befindet.

## Geschichte
Nach der Entdeckung durch Jimmy Iovine 2003 arbeitete die Band in den nächsten Jahren an ihrem Erstlingswerk.
Am 1. August 2005 erschien die erste Single Someday aus dem Album We The People. „Someday“ ist der offizielle Song zu den Olympischen Winterspielen, die vom 10. bis zum 26. Februar 2006 in Turin stattfanden. Für die neue Funktion des Songs wurde extra ein den Spielen angepasstes Video gedreht.
Am 3. Februar 2006 meldeten sich Flipsyde mit der zweiten Single Happy Birthday aus einer Neuauflage ihres Albums We The People zurück. In Absprache mit t.A.T.u. borgte man sich nicht nur die Melodie, die aus ihrem Song Gomenasai aus dem Album Dangerous and Moving stammt, sondern verwendete auch gleich den von Julija Wolkowa und Jelena Katina eingesungenen Refrain. Dieser wurde dann bei der Aufnahme von Wolkowa gesungen. Bei Liveauftritten sangen dann aber beide t.A.T.u. Sängerinnen. Der Song konnte sich drei Wochen lang auf Platz 1 der tschechischen Charts halten.
Die nächste Singleauskoppelung war Trumpets, welche in einer gesonderten Single-Version – Trumpets (Never Be The Same Again) – am 7. Juli 2006 erschien.
In Japan und Indien veröffentlichten Flipsyde zusätzlich noch zwei Bonustracks.
Am 24. November 2006 erschien die fünfte Single Angel im Handel.

## Stil
Die Musikrichtung von We the People lässt sich nicht klar definieren. Das Album ist von den Gitarristen mit chilenischen Wurzeln stark von lateinamerikanischen Stils wie Merengue beeinflusst. Der MC Piper vertritt mehr den Hip-Hop und Sänger Steve Knight den Rock, beziehungsweise manchmal auch Soul. Der Song Someday stellt den Durchschnitts-Flipsyde-Titel dar: Crossover aus Rock und Hip-Hop. Spun hingegen ist stark beeinflusst von Latin. Mit No More und Angel befinden sich nur zwei ruhige Pop-Songs auf dem Album. Die Single Trumpets lässt sich nirgendwo einordnen und schuf etwas vollkommen neues: Die leise Bassgitarre ist auf Endlosschleife gestellt, der DJ gibt unregelmäßige Beats dazu, während später noch eine von Clyde Sutcliff gespielte Trompete dazustößt. Happy Birthday stellt eine Ausnahme dar, es ist der einzige Track ohne Gitarren und Sänger Knight.
Zudem fielen die Songtexte sehr kritisch aus. In dem Song Train kritisieren sie den damaligen US-Präsidenten Bush und in U.S. History bringt Piper seine Wut über die amerikanische Außenpolitik zum Ausdruck. Der Song Happy Birthday ist, wie der Titel möglicherweise erscheinen lassen könnte, kein gewöhnlicher Geburtstagssong. Der Track wurde aus der Sicht von Piper für sein ungeborenes Kind geschrieben, welches abgetrieben wurde und somit keinen tatsächlichen Geburtstag erleben konnte. Eine skurrile, aber dennoch traurige und vor allem sehr ergreifende Stimmung, die sich durch das gesamte Lied zieht, unterstützt durch eine besinnliche Piano-Melodie.
Der Track Someday handelt von der Bewältigung von emotionalem Unglück, die vierte Single Angel erzählt von der Liebe einer Mutter zu ihrem Sohn, der auf der Straße lebt und der seinen Willen zu Überleben nur behält, weil er weiß, dass sie an ihn glaubt.

## Kritische Rezeption
Die Meinungen zu We the People fielen sehr unterschiedlich aus.
RPonline und Pooltrax vergleichen Flipsyde mit den Black Eyed Peas und Linkin Park und loben das Album als gelungenes Crossover von Rock, Rap und Latin. Piper wird als starker MC und die Texte als weltverbesserungswürdig und kritisch bezeichnet. „Ein insgesamt rundes Album der Drei aus dem sonnigen Kalifornien, das man sich ruhig mal anhören sollte“, schrieb Moritz Tillmann der Autor von RPonline, wobei er außer Acht ließ, dass Flipsyde damals zu viert waren. Sputnikmusic schreibt, dass es gut ist mal anderen Hip-Hop zu hören als sonst und dass We the People fast alle anderen Hip-Hop-Alben übertrifft.
Laut.de hingegen kritisiert den Stil als identitätslos: „Die Mischung aus allem gab es vielleicht noch nicht zuvor, dieses Album liefert denn auch gleich den Grund, weshalb, es hört sich einfach zu gekünstelt an“, schrieb Alexander Engelen.

## Titelliste
| #  | Titel              | Musik                                           | Länge |
| -- | ------------------ | ----------------------------------------------- | ----- |
| 1  | Someday            | Dave Lopez, Steve Knight, Jinho „Piper“ Fereira | 4:00  |
| 2  | Spun               | Dave Lopez                                      | 3:54  |
| 3  | U.S. History       | Dave Lopez                                      | 5:13  |
| 4  | Flipsyde           | Dave Lopez                                      | 4:36  |
| 5  | Revolutionary Beat | Dave Lopez                                      | 5:02  |
| 6  | Time               | Steve Knight                                    | 4:26  |
| 7  | No More            | Jinho “Piper” Fereira                           | 4:30  |
| 8  | Train              | Jinho “Piper” Fereira                           | 4:16  |
| 9  | Get Ready          | Steve Knight                                    | 3:21  |
| 10 | Angel              | Dave Lopez, Steve Knight, Jinho “Piper” Fereira | 4:26  |
| 11 | Skippin´ Stones    | Dave Lopez                                      | 3:45  |
| 12 | Trumpets           | Dave Lopez, Steve Knight, Jinho “Piper” Fereira | 3:57  |

New Version:
| #  | Titel          | Musik                               | Länge |
| -- | -------------- | ----------------------------------- | ----- |
| 13 | Happy Birthday | Jinho “Piper” Fereira, Kierszenbaum | 3:17  |

Bonus-Track-Version:
| #  | Titel                      | Musik                                                            | Länge |
| -- | -------------------------- | ---------------------------------------------------------------- | ----- |
| 14 | Keep on Moving             | Dave Lopez, Steve Knight, Jinho “Piper” Fereira                  | 3:38  |
| 15 | Just cause You’re Gone     | Dave Lopez, Steve Knight, Jinho “Piper” Fereira                  | 3:26  |
| 16 | Ya understand me?          | Dave Lopez, Steve Knight, Jinho “Piper” Fereira, Salters, Urbano | 4:10  |
| 17 | Flipsyde (Indian Mix)      | Dave Lopez, Steve Knight, Jinho “Piper” Fereira, Amitabh         | 4:35  |
| 18 | Someday (Acoustic Version) | Dave Lopez, Steve Knight, Jinho “Piper” Fereira                  | 4:19  |
| 19 | Someday (Urbanix Mix)      | Dave Lopez, Steve Knight, Jinho “Piper” Fereira, Styles          | 3:53  |

## Chartplatzierungen

### Album
| Jahr | Titel         | Höchstplatzierung, Gesamtwochen, AuszeichnungChartplatzierungen (Jahr, Titel, Platzierungen, Wochen, Auszeichnungen, Anmerkungen) | Höchstplatzierung, Gesamtwochen, AuszeichnungChartplatzierungen (Jahr, Titel, Platzierungen, Wochen, Auszeichnungen, Anmerkungen) | Höchstplatzierung, Gesamtwochen, AuszeichnungChartplatzierungen (Jahr, Titel, Platzierungen, Wochen, Auszeichnungen, Anmerkungen) | Anmerkungen                                           |
| Jahr | Titel         | DE | AT | CH | Anmerkungen                                           |
| ---- | ------------- | --- | --- | --- | ----------------------------------------------------- |
| 2005 | We the People | DE56 (3 Wo.)DE | — | — | Erstveröffentlichung: 12. Juli 2005 Verkäufe: 250.000 |

In Deutschland stieg das Album 2006 als New Version noch einmal auf Platz 79 ein.

### Singles
| Jahr | Titel                              | Höchstplatzierung, Gesamtwochen, AuszeichnungChartplatzierungen (Jahr, Titel, , Platzierungen, Wochen, Auszeichnungen, Anmerkungen) | Höchstplatzierung, Gesamtwochen, AuszeichnungChartplatzierungen (Jahr, Titel, , Platzierungen, Wochen, Auszeichnungen, Anmerkungen) | Höchstplatzierung, Gesamtwochen, AuszeichnungChartplatzierungen (Jahr, Titel, , Platzierungen, Wochen, Auszeichnungen, Anmerkungen) | Anmerkungen                                                      |
| Jahr | Titel                              | DE | AT | CH | Anmerkungen                                                      |
| ---- | ---------------------------------- | --- | --- | --- | ---------------------------------------------------------------- |
| 2005 | Someday                            | DE49 (7 Wo.)DE | — | — | Erstveröffentlichung: 1. März 2005                               |
| 2005 | Happy Birthday                     | DE4 (19 Wo.)DE | AT10 (20 Wo.)AT | CH11 (24 Wo.)CH | Erstveröffentlichung: 19. Dezember 2005 (feat. Piper & t.A.T.u.) |
| 2006 | Trumpets (Never Be the Same Again) | DE26 (9 Wo.)DE | AT54 (5 Wo.)AT | — | Erstveröffentlichung: 14. Juli 2006                              |
| 2006 | No More                            | — | — | — | Erstveröffentlichung: 30. Juni 2006                              |
| 2006 | Angel                              | DE69 (6 Wo.)DE | — | — | Erstveröffentlichung: 24. November 2006                          |